# Klovagrundet, Raseborg
Klovagrundet är en ö i Finland. Den ligger i Skärgårdshavet och i kommunen Raseborg i den ekonomiska regionen  Raseborg i landskapet Nyland, i den sydvästra delen av landet. Ön ligger omkring 120 kilometer väster om Helsingfors.
Öns area är 1,3 hektar och dess största längd är 310 meter i sydöst-nordvästlig riktning.